# Бройдо, Луис
Луис Бройдо (англ. Louis Broido, 21 сентября 1895, Питтсбург, США — 5 апреля 1975, Нью-Йорк, США) — американский юрист, бизнесмен, муниципальный и общественный деятель.

## Биография
Родился 21 сентября 1895 года в Питтсбурге и был одним из 8 детей в семье Мориса и Сары Бройдо, иммигрировавших в США из Литвы в 1880 году. Начал работать с 14 лет, озвучивал в кинотеатре немое кино. В школе Луис считался ведущим оратором и принимал активное участие в дебатах. Он продолжил эту деятельность в университете Питтсбурга, куда он поступил изучать право. Будучи первокурсником, он представлял университет на Национальном конкурсе ораторского искусства мира и вошел в число двух лучших мужчин в Соединённых Штатах. В то же время Бройдо был впечатлен доктором Дж. Леонардом Леви и активно интересовался религиозным образованием. В возрасте 17 лет он написал пьесу под названием «Враги Израиля». Бройдо получил степень бакалавра права в юридической школе Университета Питтсбурга в 1917 году.
Во время Первой мировой войны служил в армии США во Франции, затем работал членом Комиссии США по военным претензиям во Франции и Италии до 1920 года. Перед отъездом в США был принят в члены Ордена Почетного легиона.
После завершения армейской службы Бройдо короткий срок работал в юридическом отделе компании Texas Company. Затем он вернулся в Питтсбург, организовал юридическую фирму Broido and Rosenbaum и до 1926 года занимался частной юридической практикой. С 1926 года переехал Нью-Йорк, где также работал адвокатом.
В 1936 году Бройдо покинул коллегию адвокатов и с 1 сентября того же года занял должность исполнительного вице-президента, а затем председателя Консультативного совета Gimbels Brothers. Этот пост покинул только в 1961 году. Бройдо также выступал в качестве переговорщика по трудовым отношениям и консультанта для различных магазинов компании. В 1937 году, с принятием Закона Литтла Вагнера в штате, он занимался всеми трудовыми отношениями магазинов Gimbels New York и Saks 34 Street.
Назначенный в 1961 году комиссаром по торговле города Нью-Йорка, Бройдо также был куратором розничной торговли Нью-Йорка и членом нескольких муниципальных комитетов. С 1962 года он стал управляющим партнёром частной инвестиционной компании. В период своей работы в администрации Нью-Йорка продвигал создание промышленных парков, стимулировал создание рабочих мест и пытался остановить отток промышленности. Он также продвигал город как место для съёмок фильмов. Во время войны он был членом Арбитражной комиссии Национального совета по трудовым отношениям в регионе Нью-Йорк.
В 1948 году давал показания на слушаниях в Комитете по образованию и труду Палаты представителей Конгресса США в рамках расследования коммунистической деятельности в Нью-Йорке.
Он был вице-председателем «Союза американских еврейских общин» c 29 июля 1952 года в течение многих лет и был одним лидеров движения реформистского иудаизма в США, президентом «Объединённого еврейского призыва» в 1951—1952 годах, а с 1965 по 1971 годы был председателем «Американского еврейского объединённого распределительного комитета». Также был председателем совета Нью-Йоркского муниципального колледжа прикладных искусств и наук.
Умер 5 апреля 1975 года в больнице «Ленокс Хилл» в возрасте 79 лет.

## Семья
Его жена, Люси Кауфман Бройдо (1900—1969), помогла основать женское отделение «Нью-Йоркского объединённого еврейского призыва». Она была вице-президентом «Комитета еврейского образования» (1946—1953) и президентом нью-йоркской секции «Национального совета еврейских женщин» (1949—1953). Через год после смерти Люси Луис женился на Дороти Стайнам Аустриан.

## Публикации
- The Enemies of Israel: A Hanukkah Fantasy in One Act (1923)